# Бред Маккріммон
Бред Маккріммон (англ. Brad McCrimmon; 29 березня 1959, Додсленд, Саскачеван — 7 вересня 2011, Ярославль) — канадський хокеїст, що грав на позиції захисника. Грав за збірну команду Канади.
Володар Кубка Стенлі. Провів понад тисячу матчів у Національній хокейній лізі.

## Ігрова кар'єра
Хокейну кар'єру розпочав 1974 року.
1979 року був обраний на драфті НХЛ під 15-м загальним номером командою «Бостон Брюїнс». 
Протягом професійної клубної ігрової кар'єри, що тривала 19 років, захищав кольори команд «Бостон Брюїнс», «Філадельфія Флаєрс», «Калгарі Флеймс», «Детройт Ред-Вінгс», «Гартфорд Вейлерс» та «Фінікс Койотс».
Загалом провів 1338 матчів у НХЛ, включаючи 116 ігор плей-оф Кубка Стенлі.
Був гравцем молодіжної збірної Канади, у складі якої брав участь у 11 іграх. Виступав за національну збірну Канади.

## Тренерська робота

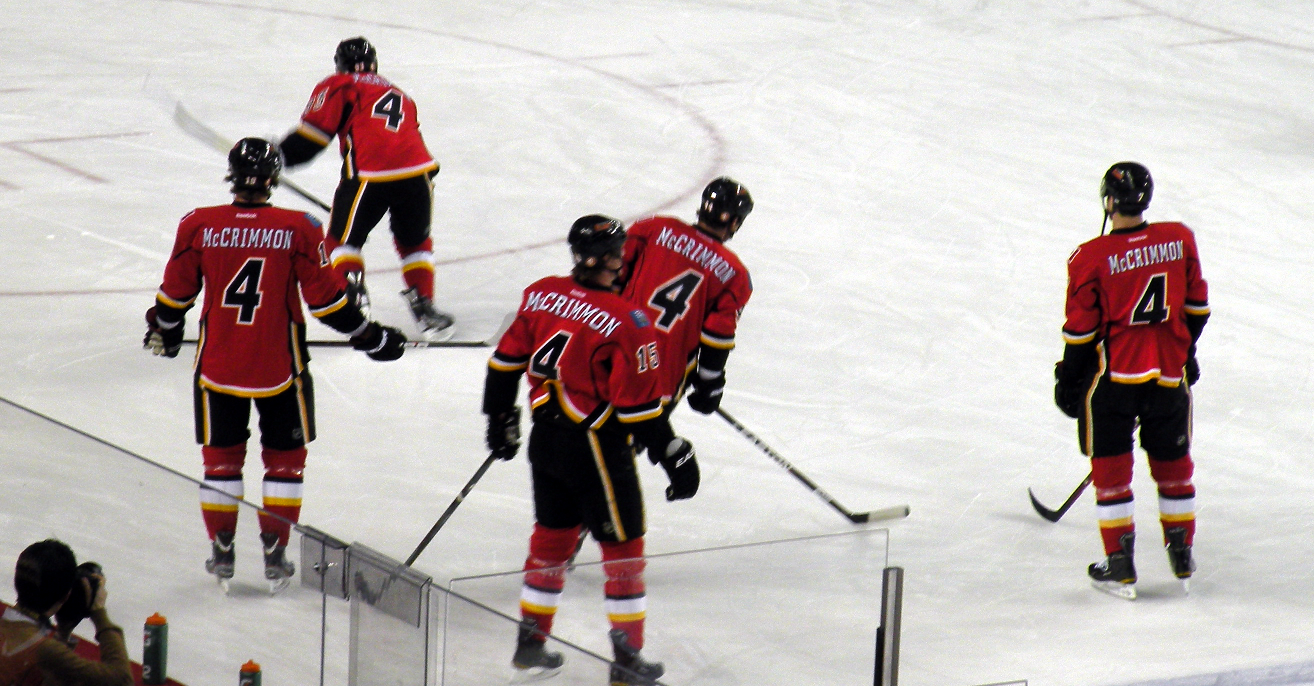
«Калгарі Флеймс» в спеціальній формі на знак поваги Бреда Маккріммона в одному з матчів сезону 2011–12.

У 1997 році Бред стає асистентом головного тренера клубу НХЛ «Нью-Йорк Айлендерс». У сезонах 1999-2000 тренував клуб ЗХЛ «Саскатун Блейдс». 
2000 повертається до НХЛ, як асистент головного тренера клубу «Калгарі Флеймс», з 2004 працює асистентом клубу «Атланта Трешерс», частину сезону 2008/09 виконував обов'язки головного тренера. 
У 2008 уклав трирічний контракт з клубом «Детройт Ред-Вінгс».
У травні 2011 очолює російський клуб «Локомотив» (Ярославль) (КХЛ). 7 вересня 2011 під час виконання чартерного рейсу за маршрутом Ярославль—Мінськ сталася катастрофа літака Як-42 внаслідок чого загинуло 43 особи з 45-и (після авіакатастрофи вижило лише двоє — хокеїст Олександр Галімов та бортінженер Олександр Сізов, які у важкому стані були госпіталізовані до міської лікарні Ярославля), серед загиблих також був і головний тренер команди Бред Маккріммон.

## Статистика

### Клубні виступи
| Сезон        | Клуб                    | Ліга         | Регулярна першість | Регулярна першість | Регулярна першість | Регулярна першість | Регулярна першість | Плей-оф | Плей-оф | Плей-оф | Плей-оф | Плей-оф |
| Сезон        | Клуб                    | Ліга         | І                  | Г                  | П                  | О                  | ШХ                 | І       | Г       | П       | О       | ШХ      |
| ------------ | ----------------------- | ------------ | ------------------ | ------------------ | ------------------ | ------------------ | ------------------ | ------- | ------- | ------- | ------- | ------- |
| 1974–75      | «Принц-Альберт Рейдерс» | СМХЛ         | 38                 | 4                  | 22                 | 26                 | —                  | —       | —       | —       | —       | —       |
| 1975–76      | «Принц-Альберт Рейдерс» | СМХЛ         | 46                 | 19                 | 39                 | 58                 | 126                | —       | —       | —       | —       | —       |
| 1976–77      | «Брендон Вет Кінгс»     | ЗКХЛ         | 72                 | 18                 | 66                 | 84                 | 96                 | 15      | 3       | 10      | 13      | 16      |
| 1977–78      | «Брендон Вет Кінгс»     | ЗКХЛ         | 65                 | 19                 | 78                 | 97                 | 245                | 8       | 2       | 11      | 13      | 20      |
| 1978–79      | «Брендон Вет Кінгс»     | ЗХЛ          | 66                 | 24                 | 74                 | 98                 | 139                | 22      | 9       | 19      | 28      | 34      |
| 1978–79      | «Брендон Вет Кінгс»     | МК           | —                  | —                  | —                  | —                  | —                  | 5       | 0       | 5       | 5       | 10      |
| 1979–80      | «Бостон Брюїнс»         | НХЛ          | 72                 | 5                  | 11                 | 16                 | 94                 | 10      | 1       | 1       | 2       | 28      |
| 1980–81      | «Бостон Брюїнс»         | НХЛ          | 78                 | 11                 | 18                 | 29                 | 148                | 3       | 0       | 1       | 1       | 2       |
| 1981–82      | «Бостон Брюїнс»         | НХЛ          | 78                 | 1                  | 8                  | 9                  | 83                 | 2       | 0       | 0       | 0       | 2       |
| 1982–83      | «Філадельфія Флаєрс»    | НХЛ          | 79                 | 4                  | 21                 | 25                 | 61                 | 3       | 0       | 0       | 0       | 4       |
| 1983–84      | «Філадельфія Флаєрс»    | НХЛ          | 71                 | 0                  | 24                 | 24                 | 76                 | 1       | 0       | 0       | 0       | 4       |
| 1984–85      | «Філадельфія Флаєрс»    | НХЛ          | 66                 | 8                  | 35                 | 43                 | 81                 | 11      | 2       | 1       | 3       | 15      |
| 1985–86      | «Філадельфія Флаєрс»    | НХЛ          | 80                 | 13                 | 43                 | 56                 | 85                 | 5       | 2       | 0       | 2       | 2       |
| 1986–87      | «Філадельфія Флаєрс»    | НХЛ          | 71                 | 10                 | 29                 | 39                 | 52                 | 26      | 3       | 5       | 8       | 30      |
| 1987–88      | «Калгарі Флеймс»        | НХЛ          | 80                 | 7                  | 35                 | 42                 | 98                 | 9       | 2       | 3       | 5       | 22      |
| 1988–89      | «Калгарі Флеймс»        | НХЛ          | 72                 | 5                  | 17                 | 22                 | 96                 | 22      | 0       | 3       | 3       | 30      |
| 1989–90      | «Калгарі Флеймс»        | НХЛ          | 79                 | 4                  | 15                 | 19                 | 78                 | 6       | 0       | 2       | 2       | 8       |
| 1990–91      | «Детройт Ред-Вінгс»     | НХЛ          | 64                 | 0                  | 13                 | 13                 | 81                 | 7       | 1       | 1       | 2       | 21      |
| 1991–92      | «Детройт Ред-Вінгс»     | НХЛ          | 79                 | 7                  | 22                 | 29                 | 118                | 11      | 0       | 1       | 1       | 8       |
| 1992–93      | «Детройт Ред-Вінгс»     | НХЛ          | 60                 | 1                  | 14                 | 15                 | 71                 | —       | —       | —       | —       | —       |
| 1993–94      | «Гартфорд Вейлерс»      | НХЛ          | 65                 | 1                  | 5                  | 6                  | 72                 | —       | —       | —       | —       | —       |
| 1994–95      | «Гартфорд Вейлерс»      | НХЛ          | 33                 | 0                  | 1                  | 1                  | 42                 | —       | —       | —       | —       | —       |
| 1995–96      | «Гартфорд Вейлерс»      | НХЛ          | 58                 | 3                  | 6                  | 9                  | 62                 | —       | —       | —       | —       | —       |
| 1996–97      | «Фінікс Койотс»         | НХЛ          | 37                 | 1                  | 5                  | 6                  | 18                 | —       | —       | —       | —       | —       |
| Усього в НХЛ | Усього в НХЛ            | Усього в НХЛ | 1222               | 81                 | 322                | 403                | 1416               | 116     | 11      | 18      | 29      | 176     |

### Збірна
| Рік              | Команда          | Турнір           |    | І | Г | П | О | ШХ |
| ---------------- | ---------------- | ---------------- | -- | - | - | - | - | -- |
| 1978             | Канада           | МЧС              | 6  | 0 | 2 | 2 | 4 |    |
| 1979             | Канада           | МЧС              | 5  | 1 | 2 | 3 | 2 |    |
| Молодіжна збірна | Молодіжна збірна | Молодіжна збірна | 11 | 1 | 4 | 5 | 6 |    |